# René Henriksen
Pour les articles homonymes, voir Henriksen.
René Henriksen est un footballeur danois né le 27 août 1969 à Glostrup. Il évoluait en tant que stoppeur.

## Biographie

### En sélection
- 66 sélections et 0 but avec l'équipe du Danemark entre 1998 et 2004.

## Carrière
- 1988-1999 : AB Copenhague  Danemark
- 1999-2005 : Panathinaïkos  Grèce
- 2005-2006 : AB Copenhague  Danemark